# Shohreh
Shohreh (in persiano: شهره) è un nome proprio di persona persiano femminile.

## Varianti
- Femminili: شهره (Shohre)[1]

## Origine e diffusione

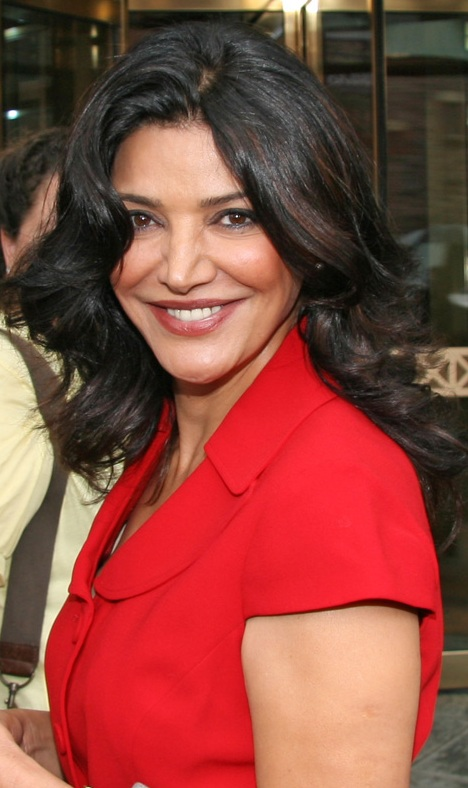
Shohreh Aghdashloo

Vuol dire "famosa" in persiano; è quindi analogo per significato ai nomi Berta, Clizia e Clelia.

## Persone
- Shohreh Aghdashloo, attrice iraniana